# Shorttrack-Europameisterschaften 2007
Die Shorttrack-Europameisterschaften 2007 waren die 11. Auflage der Shorttrack-Europameisterschaften und fanden vom 19. bis 21. Januar 2007 im britischen Sheffield statt. Insgesamt wurden vier Europameistertitel vergeben, jeweils einer im Mehrkampf und in der Staffel bei Frauen und Männern. Es waren die ersten kontinentalen Titelkämpfe, die in Großbritannien stattfanden. Ausrichter war die Internationale Eislaufunion (ISU).
Im Mehrkampf siegten jeweils die Titelverteidiger, bei den Frauen Ewgenija Radanowa aus Bulgarien, bei den Männern Nicola Rodigari aus Italien. In den Staffelwettbewerben konnte sich das deutsche Quartett zweimal durchsetzen, bei den Frauen vor Italien und den Niederlanden, bei den Männern vor Ungarn und Großbritannien.

## Teilnehmende Nationen
Insgesamt nahmen 123 Athleten aus 24 Ländern an den Europameisterschaften teil, darunter 69 Männer und 54 Frauen.
| Teilnehmende Nationen (Frauen/Männer)                                                         | Teilnehmende Nationen (Frauen/Männer)                                                           | Teilnehmende Nationen (Frauen/Männer)                                                   | Teilnehmende Nationen (Frauen/Männer)                                                    |
| --------------------------------------------------------------------------------------------- | ----------------------------------------------------------------------------------------------- | --------------------------------------------------------------------------------------- | ---------------------------------------------------------------------------------------- |
| Belarus (1/2) Belgien (1/3) Bulgarien (5/2) Dänemark (0/1) Deutschland (5/5) Frankreich (2/5) | Großbritannien (5/5) Israel (2/2) Italien (5/5) Kroatien (0/1) Lettland (1/1) Niederlande (5/5) | Österreich (1/1) Polen (5/5) Rumänien (2/1) Russland (5/5) Schweden (1/2) Schweiz (0/1) | Serbien (1/1) Slowakei (0/5) Slowenien (1/0) Tschechien (1/1) Ukraine (0/5) Ungarn (5/5) |

## Zeitplan
Der Zeitplan war parallel für Frauen und Männer wie folgt gestaltet.
Freitag, 19. Januar 2007
- 1500 m: Vorlauf, Halbfinale, Finale
- Staffel: Vorlauf

Samstag, 20. Januar 2007
- 500 m: Vorlauf, Viertelfinale, Halbfinale, Finale
- Staffel: Halbfinale

Sonntag, 21. Januar 2007
- 1000 m: Vorlauf, Halbfinale, Finale
- 3000 m: Superfinale
- Staffel: Finale

## Ergebnisse

### Frauen

#### Mehrkampf
- In den Spalten 500 m, 1000 m, 1500 m und 3000 m ist erst angegeben, welche Platzierung der Athlet erreichte, dahinter in Klammern, wie viele Punkte er dafür erhielt.
- Jeder Athlet, der in ein Finale gekommen ist, erhält dort für seine Platzierung Punkte, von 34 Punkten für den ersten Platz geht es bis zu einem Punkt für den achten Platz. Tritt ein Athlet nicht an (DNS), wird er disqualifiziert (DSQ) oder erreicht er nicht das Ziel (DNF), bekommt er keine Punkte für den Allround-Wettbewerb.

| Rang | Name                      | Punkte | 500 m  | 1000 m | 1500 m | 3000 m |
| ---- | ------------------------- | ------ | ------ | ------ | ------ | ------ |
| 1.   | Ewgenija Radanowa         | 102    | 1 (34) | 1 (34) | 13 (0) | 1 (34) |
| 2.   | Stéphanie Bouvier         | 68     | 5 (0)  | 3 (13) | 1 (34) | 2 (21) |
| 3.   | Katia Zini                | 39     | 9 (0)  | 5 (5)  | 2 (21) | 3 (13) |
| 4.   | Marina Georgiewa-Nikolowa | 34     | 4 (8)  | 2 (21) | 16 (0) | 5 (5)  |
| 5.   | Sarah Lindsay             | 24     | 2 (21) | 8 (0)  | 19 (0) | 6 (3)  |
| 6.   | Annita van Doorn          | 19     | 17 (0) | 4 (8)  | 6 (3)  | 4 (8)  |
| 7.   | Arianna Fontana           | 17     | 6 (0)  | 6 (3)  | 3 (13) | 8 (1)  |
| 8.   | Jekaterina Belowa         | 15     | 3 (13) | 11 (0) | 18 (0) | 7 (2)  |

#### Einzelstrecken
500 Meter
| Rang | Name                      | Zeit     |
| ---- | ------------------------- | -------- |
| 1.   | Ewgenija Radanowa         | 44,595 s |
| 2.   | Sarah Lindsay             | 44,690 s |
| 3.   | Jekaterina Belowa         | 44,713 s |
| 4.   | Marina Georgiewa-Nikolowa | 44,837 s |

Datum: 20. Januar 2007
1000 Meter
| Rang | Name                      | Zeit         |
| ---- | ------------------------- | ------------ |
| 1.   | Ewgenija Radanowa         | 1:33,235 min |
| 2.   | Marina Georgiewa-Nikolowa | 1:33,360 min |
| 3.   | Stéphanie Bouvier         | 1:34,026 min |
| 4.   | Annita van Doorn          | 1:34,347 min |
| 5.   | Katia Zini                | 1:34,436 min |
| 6.   | Arianna Fontana           | 1:38,473 min |

Datum: 21. Januar 2007
1500 Meter
| Rang | Name              | Zeit         |
| ---- | ----------------- | ------------ |
| 1.   | Stéphanie Bouvier | 2:28,915 min |
| 2.   | Katia Zini        | 2:28,962 min |
| 3.   | Arianna Fontana   | 2:28,977 min |
| 4.   | Kateřina Novotná  | 2:29,021 min |
| 5.   | Bernadett Heidum  | 2:29,169 min |
| 6.   | Annita van Doorn  | 2:29,365 min |

Datum: 19. Januar 2007
3000 Meter Superfinale
| Rang | Name                      | Zeit         |
| ---- | ------------------------- | ------------ |
| 1.   | Ewgenija Radanowa         | 5:26,155 min |
| 2.   | Stéphanie Bouvier         | 5:26,505 min |
| 3.   | Katia Zini                | 5:27,294 min |
| 4.   | Annita van Doorn          | 5:27,507 min |
| 5.   | Marina Georgiewa-Nikolowa | 5:27,774 min |
| 6.   | Sarah Lindsay             | 5:27,944 min |
| 7.   | Jekaterina Belowa         | 5:28,426 min |
| 8.   | Arianna Fontana           | 5:56,981 min |

Datum: 21. Januar 2007

#### Staffel
| Rang | Name                                                                  | Zeit         |
| ---- | --------------------------------------------------------------------- | ------------ |
| 1.   | DeutschlandSusanne Rudolph Tina Grassow Christin Priebst Julia Riedel | 4:26,940 min |
| 2.   | ItalienKatia Zini Arianna Fontana Cecilia Maffei Marta Capurso        | 4:37,427 min |
| 3.   | NiederlandeAnnita van Doorn Maaike Vos Jorien ter Mors Ellen Wiegers  | 4:40,141 min |
|      | UngarnErika Huszár Szandra Lajtos Bernadett Heidum Andrea Keszler     | DSQ          |

Datum: 19. bis 21. Januar 2007

### Männer

#### Mehrkampf
- In den Spalten 500 m, 1000 m, 1500 m und 3000 m ist erst angegeben, welche Platzierung der Athlet erreichte, dahinter in Klammern, wie viele Punkte er dafür erhielt.
- Jeder Athlet, der in ein Finale gekommen ist, erhält dort für seine Platzierung Punkte, von 34 Punkten für den ersten Platz geht es bis zu einem Punkt für den achten Platz. Tritt ein Athlet nicht an (DNS), wird er disqualifiziert (DSQ) oder erreicht er nicht das Ziel (DNF), bekommt er keine Punkte für den Allround-Wettbewerb.

| Rang | Name              | Punkte | 500 m  | 1000 m | 1500 m | 3000 m |
| ---- | ----------------- | ------ | ------ | ------ | ------ | ------ |
| 1.   | Nicola Rodigari   | 102    | 2 (21) | 1 (34) | 1 (34) | 3 (13) |
| 2.   | Pieter Gysel      | 50     | 4 (8)  | 11 (0) | 4 (8)  | 1 (34) |
| 3.   | Yuri Confortola   | 47     | 11 (0) | 2 (21) | 5 (5)  | 2 (21) |
| 4.   | Thibaut Fauconnet | 42     | 1 (34) | 10 (0) | 17 (0) | 4 (8)  |
| 5.   | Viktor Knoch      | 24     | 10 (0) | 6 (0)  | 2 (21) | 6 (3)  |
| 6.   | Niels Kerstholt   | 18     | 8 (0)  | 14 (0) | 3 (13) | 5 (5)  |
| 7.   | Denis Bellotti    | 17     | 9 (0)  | 3 (13) | 6 (3)  | 8 (1)  |
| 8.   | Gábor Galambos    | 15     | 3 (13) | 38 (0) | 11 (0) | 7 (2)  |

#### Einzelstrecken
500 Meter
| Rang | Name              | Zeit     |
| ---- | ----------------- | -------- |
| 1.   | Thibaut Fauconnet | 42,864 s |
| 2.   | Nicola Rodigari   | 42,910 s |
| 3.   | Gábor Galambos    | 42,946 s |
| 4.   | Pieter Gysel      | 43,028 s |

Datum: 20. Januar 2007
1000 Meter
| Rang | Name            | Zeit         |
| ---- | --------------- | ------------ |
| 1.   | Nicola Rodigari | 1:27,518 min |
| 2.   | Yuri Confortola | 1:27,524 min |
| 3.   | Denis Bellotti  | 1:27,584 min |
| 4.   | Tyson Heung     | 1:28,487 min |
|      | Haralds Silovs  | DSQ          |

Datum: 21. Januar 2007
1500 Meter
| Rang | Name               | Zeit         |
| ---- | ------------------ | ------------ |
| 1.   | Nicola Rodigari    | 2:17,297 min |
| 2.   | Viktor Knoch       | 2:17,377 min |
| 3.   | Niels Kerstholt    | 2:17,427 min |
| 4.   | Pieter Gysel       | 2:17,579 min |
| 5.   | Yuri Confortola    | 2:17,759 min |
| 6.   | Denis Bellotti     | 2:18,985 min |
| 7.   | Maxime Châtaignier | 2:19,493 min |

Datum: 19. Januar 2007
3000 Meter Superfinale
| Rang | Name              | Zeit         |
| ---- | ----------------- | ------------ |
| 1.   | Pieter Gysel      | 4:50,819 min |
| 2.   | Yuri Confortola   | 4:50,831 min |
| 3.   | Nicola Rodigari   | 4:51,073 min |
| 4.   | Thibaut Fauconnet | 4:51,075 min |
| 5.   | Niels Kerstholt   | 4:51,367 min |
| 6.   | Viktor Knoch      | 4:51,389 min |
| 7.   | Gábor Galambos    | 4:52,005 min |
| 8.   | Denis Bellotti    | 4:56,086 min |

Datum: 21. Januar 2007

#### Staffel
| Rang | Name                                                                             | Zeit         |
| ---- | -------------------------------------------------------------------------------- | ------------ |
| 1.   | DeutschlandSebastian Praus Robert Becker Paul Herrmann Tyson Heung               | 7:03,185 min |
| 2.   | UngarnPéter Darázs Gábor Galambos Viktor Knoch Marton Tamus                      | 7:05,326 min |
| 3.   | GroßbritannienJon Eley Paul Stanley Paul Worth Tom Iveson                        | 7:09,182 min |
|      | FrankreichThibaut Fauconnet Jean-Charles Mattei Maxime Châtaignier Jérémy Masson | DSQ          |

Datum: 19. bis 21. Januar 2007

## Medaillenspiegel
| Platz  | Land           | Gold | Silber | Bronze | Gesamt |
| ------ | -------------- | ---- | ------ | ------ | ------ |
| 1      | Deutschland    | 2    | –      | –      | 2      |
| 2      | Italien        | 1    | 1      | 2      | 4      |
| 3      | Bulgarien      | 1    | –      | –      | 1      |
| 4      | Belgien        | –    | 1      | –      | 1      |
| 4      | Frankreich     | –    | 1      | –      | 1      |
| 4      | Ungarn         | –    | 1      | –      | 1      |
| 7      | Großbritannien | –    | –      | 1      | 1      |
| 7      | Niederlande    | –    | –      | 1      | 1      |
| Gesamt | Gesamt         | 4    | 4      | 4      | 12     |